# Hemhällen
Hemhällen är ett skär i Åland (Finland). Det ligger i Skärgårdshavet och i kommunen Saltvik i landskapet Åland, i den sydvästra delen av landet. Ön ligger omkring 43 kilometer norr om Mariehamn och omkring 260 kilometer väster om Helsingfors.
Öns area är 1,5 hektar och dess största längd är 200 meter i nord-sydlig riktning. Trakten är glest befolkad. Det finns inga samhällen i närheten.